# Notiomaso barbatus
Notiomaso barbatus là một loài nhện trong họ Linyphiidae.
Loài này thuộc chi Notiomaso. Notiomaso barbatus được Albert Tullgren miêu tả năm 1901.